# Sticksvärd
Ett sticksvärd är ett slags centerbord som (i stort sett) endast är rörligt i höjdled i centerbordstrumman, och alltså inte kan svänga fram och tillbaka. Exempel på segeljollar med sticksvärd är optimistjollen, e-jollen och lasern. I vardagligt tal kallas sticksvärden alltid för centerbord.
Se även Läbord.